# Louis Pasteur
Louis Pasteur (Dole, 27 de diciembre de 1822-Marnes‑la‑Coquette, 28 de septiembre de 1895) fue un químico y microbiólogo francés, miembro de la Academia Francesa (desde 1881; sillón n.º 17). Demostrando la naturaleza microbiológica de la fermentación y de muchas enfermedades de animales y humanos, Pasteur se convirtió en uno de los fundadores de la microbiología y el creador de la base científica para la vacunación y las vacunas contra el carbunco, el cólera aviar y la rabia. Sus trabajos en el campo de la estructura cristalina y el fenómeno de la polarización sentaron las bases de la estereoquímica. Pasteur también puso fin al debate secular sobre la generación espontánea de algunas formas de vida, demostrando experimentalmente su imposibilidad. Su nombre es ampliamente conocido gracias a la tecnología de la pasteurización, que él creó y que más tarde fue bautizada en su honor.
Procedía de una familia de curtidores y recibió una educación variada, que incluía dotes artísticas. Pasteur eligió una carrera científica y se convirtió en profesor de física a los 26 años gracias a su descubrimiento de la estructura de los cristales de ácido tartárico. Pasó algún tiempo trabajando en el Liceo de Dijon y en la Universidad de Estrasburgo, y durante tres años fue decano de la Facultad de Ciencias de la Universidad de Lille. De 1859 a 1867, fue uno de los líderes de la Escuela Normal Superior. Tras los disturbios estudiantiles, se dedicó plenamente a la investigación y, de 1867 a 1888, dirigió el laboratorio de química fisiológica. Entre 1859 y 1864, Pasteur se centró en el estudio de la teoría de la generación espontánea de microorganismos y simultáneamente se ocupó de los procesos de fermentación en relación con el deterioro masivo del vino y la cerveza durante su preparación y transporte. A partir de 1865, Louis Pasteur comenzó a estudiar las causas de la epidemia de gusanos de seda en el sur de Francia, que causó importantes daños a la sericicultura. A partir de la década de 1870, Pasteur se dedicó casi por completo a los problemas médicos (desde 1873 era miembro de la Academia Nacional de Medicina) debido a una tragedia personal: tres de sus hijos murieron de fiebre tifoidea. En 1868, la Universidad de Bonn concedió a Pasteur el doctorado honoris causa en Medicina, pero tras la guerra franco-prusiana de 1871, lo rechazó por motivos políticos. En 1888 logró la apertura del Instituto Pasteur de París, del que fue el primer director hasta su muerte. Fue enterrado en la cripta del instituto.
Fue honrado con numerosos premios científicos y estatales de distintos países del mundo. El Día Mundial contra la Rabia, una conmemoración anual, coincide con el día de la muerte de Louis Pasteur.

## Biografía
Hijo de Jean-Joseph Pasteur y de Jeanne-Étiennette Roqui, Louis Pasteur nació el 27 de diciembre de 1822 en Dole, localidad del Franco Condado donde transcurrió su infancia. Era hijo de un curtidor, y de joven no fue un estudiante prometedor en ciencias naturales; de hecho, si demostraba alguna actitud especial, era en el área artística de la pintura. Su primera ambición fue la de ser profesor de arte. En 1842, tras ser maestro en la Escuela Real de Besanzón, obtuvo su título universitario de Bachelier ès Sciences Mathématiques (el equivalente en inglés a Bachelor of Science in Mathematics) en Dijon, con calificación «mediocre» en química. Su padre lo mandó a la Escuela Normal Superior de París, pero allí no duró mucho tiempo ya que regresó a su tierra natal. Pero al año siguiente retornó a París. En agosto de 1847 obtuvo su Doctorado en Ciencias (Docteur ès Sciences) en la Facultad de Ciencias de París, con una tesis de Físico-Química titulada (a) Tesis de Química: "Recherches sur la capacité de saturation de l'acide arsénieux. Etudes des arsénites de potasse, de soude et d'ammoniaque." (b) Tesis de Física: "1. Études des phénomènes relatifs à la polarisation rotatoire des liquides. 2. Application de la polarisation rotatoire des liquides à la solution de diverses questions de chimie." Tras pasar por la École Normale Supérieure, se convirtió en profesor de física en el Liceo de Dijon, aunque su verdadero interés era ya la química. Entre 1847 y 1853, fue profesor de química en Dijon y luego en Estrasburgo, donde conoció a Marie Laurent, la hija del rector de la Universidad, con quien contrajo matrimonio en 1849. El matrimonio tuvo cinco hijos, pero solo sobrevivieron hasta la vida adulta dos de ellos: Jean-Baptiste y Marie-Luise. Los otros tres fallecieron tempranamente, afectados por el tifus.[cita requerida] 
En 1854, fue nombrado decano de la Facultad de Ciencias en la Universidad de Lille. En 1857, desempeñó el cargo de director de estudios científicos de la Escuela Normal de París, cuyo laboratorio dirigió a partir de 1867. Desde su creación en 1888 y hasta su muerte, fue director del instituto que lleva su nombre.
El académico francés Henri Mondor manifestó: "Louis Pasteur no era médico ni cirujano pero nadie ha hecho tanto como él en favor de la medicina y de la cirugía."

## Contribuciones científicas

### Isomería óptica

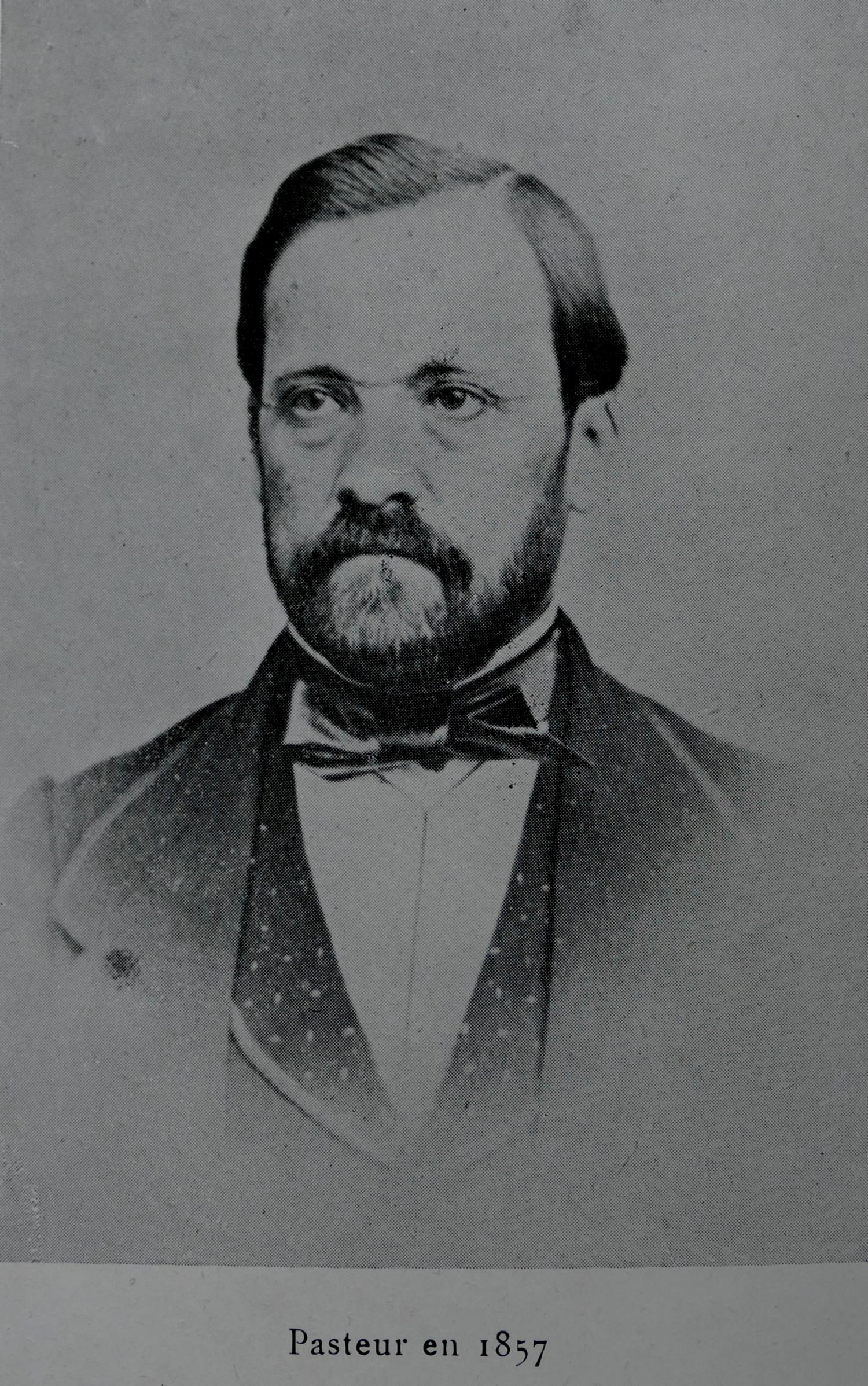
L. Pasteur, 1857.

En 1848, Pasteur resolvió el misterio del ácido tartárico (C4H6O6). Esta sustancia parecía existir en dos formas de idéntica composición química pero con propiedades diferentes, dependiendo de su origen: el ácido tartárico proveniente de seres vivos (por ejemplo, el que existe en el vino) era capaz de polarizar la luz, mientras que el producido sintéticamente no lo hacía a pesar de contar con la misma fórmula química.[cita requerida]
Pasteur examinó al microscopio cristales diminutos de sales formadas a partir de ácido tartárico sintetizado en el laboratorio, y observó algo muy curioso: había cristales de dos tipos distintos, ambos casi exactamente iguales pero con simetría especular, como nuestras manos. La composición era la misma, pero la forma en la que los átomos se asociaban podía tomar dos formas diferentes y simétricas: mientras una forma polarizaba la luz a la derecha, la otra la polarizaba a la izquierda, una era dextrógira y otra levógira.[cita requerida]
Más curioso aún fue que, cuando examinó cristales formados a partir de ácido tartárico natural, solo eran de uno de los dos tipos —los seres vivos producían el ácido de una manera en la que solo se creaba uno de ellos: el que polarizaba la luz a la derecha—. Este hallazgo le valió al joven químico la concesión de la Legión de Honor, a los treinta años de edad.

### Pasteurización

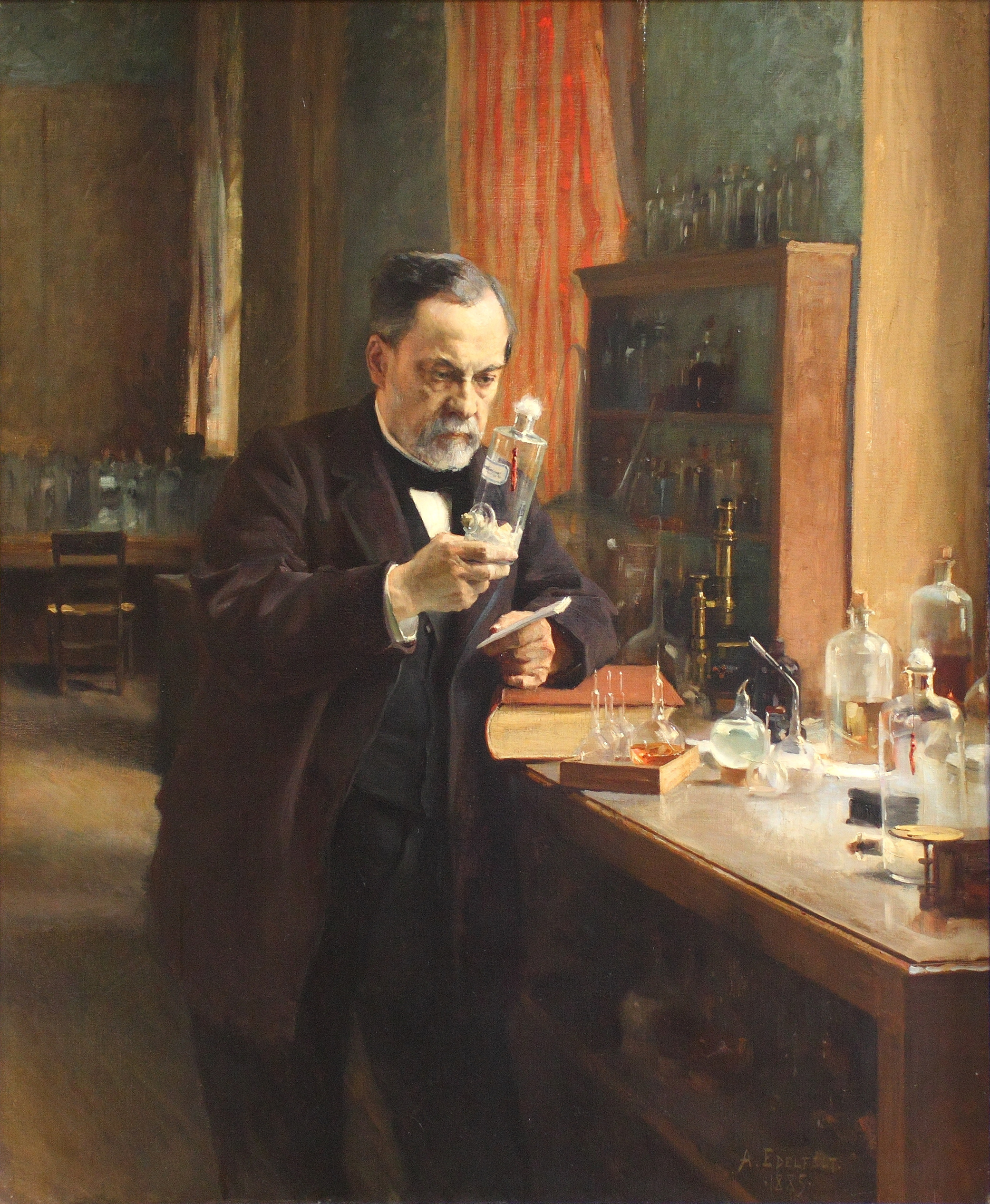
Estudio de microbiología de Pasteur

Algunos de sus contemporáneos, incluido el eminente químico alemán Justus von Liebig, insistían en que la fermentación era un proceso químico y que no requería la intervención de ningún organismo. Con la ayuda de un microscopio, Pasteur descubrió que, en realidad, intervenían dos organismos —dos variedades de levaduras— que eran la clave del proceso. Uno producía alcohol y el otro, ácido láctico, que agriaba el vino.[cita requerida]
Utilizó un nuevo método para eliminar los microorganismos que pueden degradar el vino, la cerveza o la leche, después de encerrar el líquido en cubas bien selladas y elevando su temperatura hasta los 44 grados centígrados durante un tiempo corto. A pesar del rechazo inicial de la industria ante la idea de calentar vino, un experimento controlado con lotes de vino calentado y sin calentar demostró la efectividad del procedimiento. Había nacido así la pasteurización, el proceso que actualmente garantiza la seguridad de numerosos productos alimenticios del mundo.

¿Cómo puede explicarse el proceso del vino al fermentarse; la masa dejada crecer; o agriarse la leche cortada; o convertirse en humus las hojas muertas y las plantas enterradas en el suelo? Debo de hecho confesar que mis investigaciones han estado imbuidas con intensidad por la idea de que la estructura de las sustancias, desde el punto de vista siniestro y diestro (si todo lo demás es igual), desempeña una parte importante en las leyes más íntimas de la organización de los seres vivos, adentrándose en los más oscuros confines de su fisiología.
Louis Pasteur

### Omne vivum ex vivo
Demostró que todo proceso de fermentación y descomposición orgánica se debe a la acción de organismos vivos y que el crecimiento de los microorganismos en caldos nutritivos no era debido a la generación espontánea. Para demostrarlo, expuso caldos hervidos en matraces provistos de un filtro que evitaba el paso de partículas de polvo hasta el caldo de cultivo, simultáneamente expuso otros matraces que carecían de ese filtro, pero que poseían un cuello muy alargado y curvado que dificultaba el paso del aire, y por ello de las partículas de polvo, hasta el caldo de cultivo. Al cabo de un tiempo observó que nada crecía en los caldos demostrando así que los organismos vivos que aparecían en los matraces sin filtro o sin cuellos largos provenían del exterior, probablemente del polvo o en forma de esporas. De esta manera Louis Pasteur mostró que los microorganismos no se formaban espontáneamente en el interior del caldo, refutando así la hipótesis de la generación espontánea y demostrando que todo ser vivo procede de otro ser vivo anterior (Omne vivum ex vivo). Este principio científico que fue la base de la teoría germinal de las enfermedades y la teoría celular y significó un cambio conceptual sobre los seres vivos y el inicio de la microbiología moderna. Anunció sus resultados en una gala de la Sorbona en 1864 y obtuvo todo un triunfo.

### Teoría germinal de las enfermedades infecciosas
Luego de resolver el problema de la industria vinícola, Pasteur fue contactado en 1865 por el gobierno francés para que ayudara a resolver la causa de una enfermedad de los gusanos de seda del sur de Francia, la cual estaba arruinando la producción. Pasteur, como él mismo reconoció, no sabía nada de gusanos de seda, sin embargo creía que su ignorancia le significaba una ventaja, pues le permitiría afrontar el problema sin prejuicios. Tras los éxitos obtenidos, confiaba que el método científico sería la herramienta que esclarecería el problema ayudándole a encontrar una solución.
Emprendió una investigación de ensayo y error durante 4 años y tras estudiar meticulosamente las enfermedades del gusano de seda pudo comprender los mecanismos de contagio. Mediante el microscopio descubrió que realmente no tenían una enfermedad, sino dos, provenientes de sendos parásitos que infectaban a los gusanos en su etapa inicial y a las hojas de morera de que se alimentaban: el hongo de la pebrina (nosema bombycis) y diversas bacterias intestinales de la flacidez. Su diagnóstico fue drástico: los huevos y hojas infectadas tenían que ser destruidos y reemplazados por otros nuevos. Mediante una rigurosa selección pudo aislar un grupo sano y cuidó que no se contagiara. Sin embargo, no todo resultaba bien para Pasteur: sufrió una hemorragia cerebral que lo dejó casi hemipléjico del lado izquierdo. En cuanto convaleció publicó un libro en el que detallaba sus ensayos y descubrimientos, conocimiento que otros países no tardaron en aplicar. Ya entonces la industria local de la seda o sericicultura recogía los frutos de su aporte y obtenía ganancias por primera vez en una década, y países como Australia e Italia imitaban ampliamente su técnica de selección.
El descubrimiento de la cura de la enfermedad de los gusanos de seda aumentó su fama y atrajo su atención hacia el resto de enfermedades contagiosas. La idea de que las enfermedades pueden ser trasmitidas entre criaturas vivientes era evidente en las epidemias, como el brote de cólera de 1854 en la calle Broad, Londres, que cobró la vida de 500 personas en un escaso radio de 200 metros. Mediante la interrogación de los infectados y el seguimiento epidemiológico del contagio, John Snow logró identificar el origen del brote una fuente de agua pública. Snow convenció a las autoridades de que clausuraran el pozo y la epidemia cesó. No obstante, la idea de una enfermedad contagiosa no resultaba obvia para la población, pues chocaba con el pensamiento de la época. La pieza que faltaba para dar coherencia a esta línea de pensamiento y resolver sus puntos débiles e inexplicables era descubrir qué era exactamente el transmisor de la enfermedad.
En estas circunstancias demostró experimentalmente y desarrolló la teoría germinal de las enfermedades infecciosas, según la cual toda enfermedad infecciosa tiene su causa (etiología) en un ente vivo microscópico con capacidad para propagarse entre las personas, además de ser el causante de procesos químicos como la descomposición y la fermentación, y su causa no provenía de adentro del cuerpo debido a un desequilibrio de humores como se creía tradicionalmente. Su teoría fue controvertida e impopular: resultaba ridículo pensar que algo insignificantemente pequeño hasta lo invisible pudiese ocasionar la muerte de seres mucho más «fuertes».
Uno de los más famosos cirujanos que siguió sus consejos fue el británico Joseph Lister, quien desarrolló las ideas de Pasteur y las sistematizó en 1865. Lister es considerado hoy el padre de la antisepsia moderna, y realizó cambios radicales en el modo en el que se realizaban las operaciones: los doctores debían lavarse las manos y utilizar guantes, el instrumental quirúrgico debía esterilizarse justo antes de ser usado, había que limpiar las heridas con disoluciones de ácido carbólico (que mataba los microorganismos). Antes de Lister y Pasteur, pasar por el quirófano era, en muchos casos, una sentencia de gangrena y muerte. El propio Pasteur, en 1871 sugirió a los médicos de los hospitales militares que hirvieran el instrumental y los vendajes. Describió un horno, llamado «horno Pasteur», antecesor del autoclave, útil para esterilizar instrumental quirúrgico y material de laboratorio y en él tuvieron entero apoyo.

### Desarrollo de la vacuna

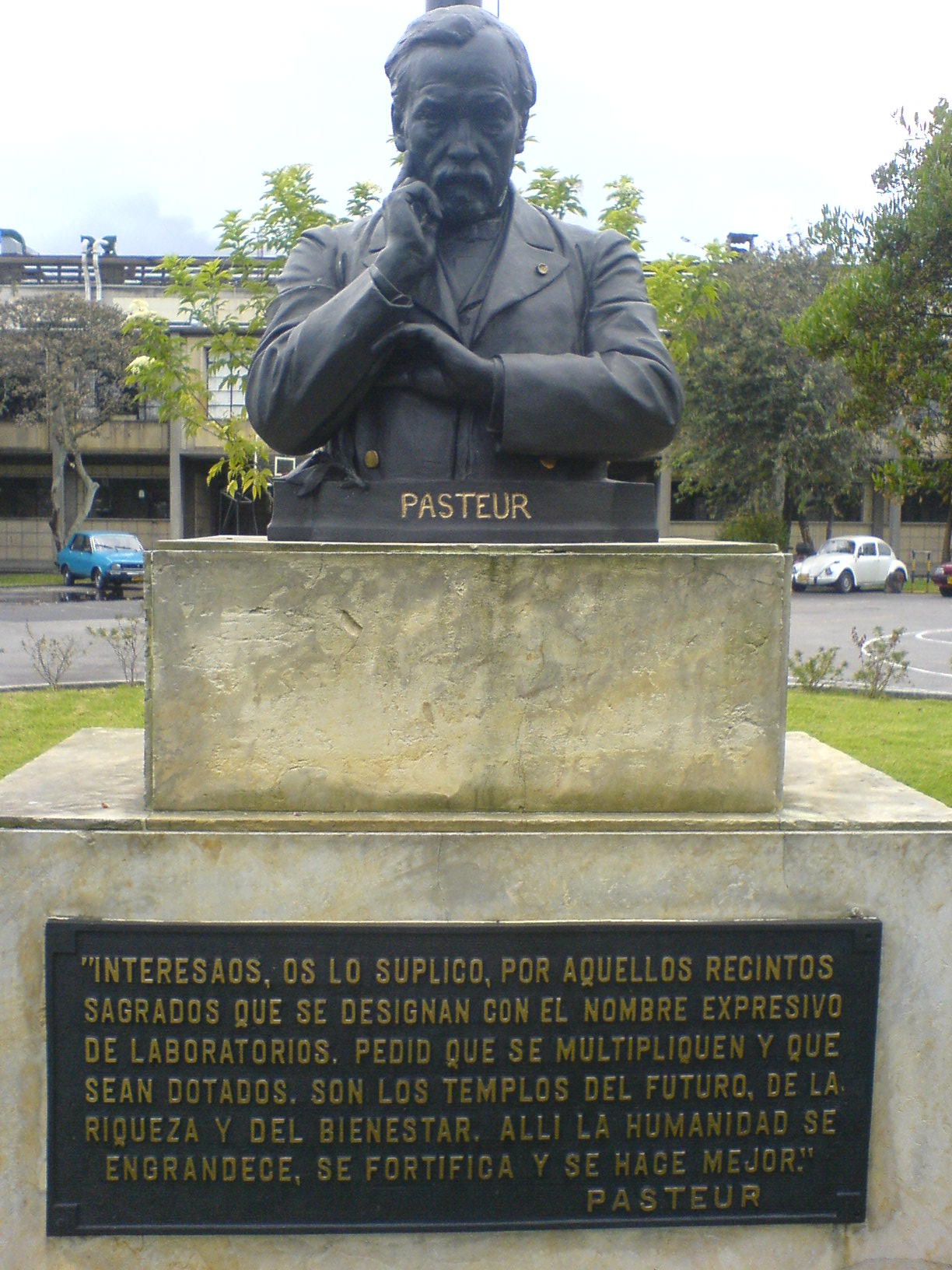
Busto de Pasteur, Universidad Nacional de Colombia, Bogotá

En 1880, Pasteur se encontraba realizando experimentos con pollos para determinar los mecanismos de transmisión de la bacteria responsable del cólera aviar que acababa con muchos de ellos. Junto con su ayudante, Charles Chamberland, inoculaba la bacteria (Pasteurella multocida) a pollos y evaluaba el proceso de la enfermedad.
La historia cuenta que Pasteur iba a tomarse unas vacaciones, y encargó a Chamberland que inoculase a un grupo de pollos un cultivo de la bacteria. Pero Chamberland olvidó hacerlo, y se fue de vacaciones. Cuando ambos volvieron al cabo de un mes, los pollos estaban sin infectar y el cultivo de bacterias continuaba donde lo dejaron, pero muy debilitado. Chamberland inoculó a los pollos de todos modos y los animales no murieron. Desarrollaron algunos síntomas, y una versión leve de la enfermedad, pero sobrevivieron.
El ayudante, abochornado, iba a matar a los animales y empezar de nuevo, cuando Pasteur lo detuvo: la idea de una versión débil de la enfermedad causante de la inmunidad a su símil virulenta era conocida desde 1796 gracias a Edward Jenner y Pasteur estaba al tanto. Expuso a los pollos una vez más al cólera y nuevamente sobrevivieron, pues habían desarrollado una respuesta inmune. Llamó a esta técnica vacunación en honor a Edward Jenner. La diferencia entre la vacuna de Jenner y la de ántrax y cólera aviar, es que estas fueron las primeras vacunas de patógenos artificialmente debilitados. A partir de ese momento no hacía falta encontrar bacterias adecuadas para las vacunas, las propias bacterias de la enfermedad podían ser debilitadas y vacunadas.

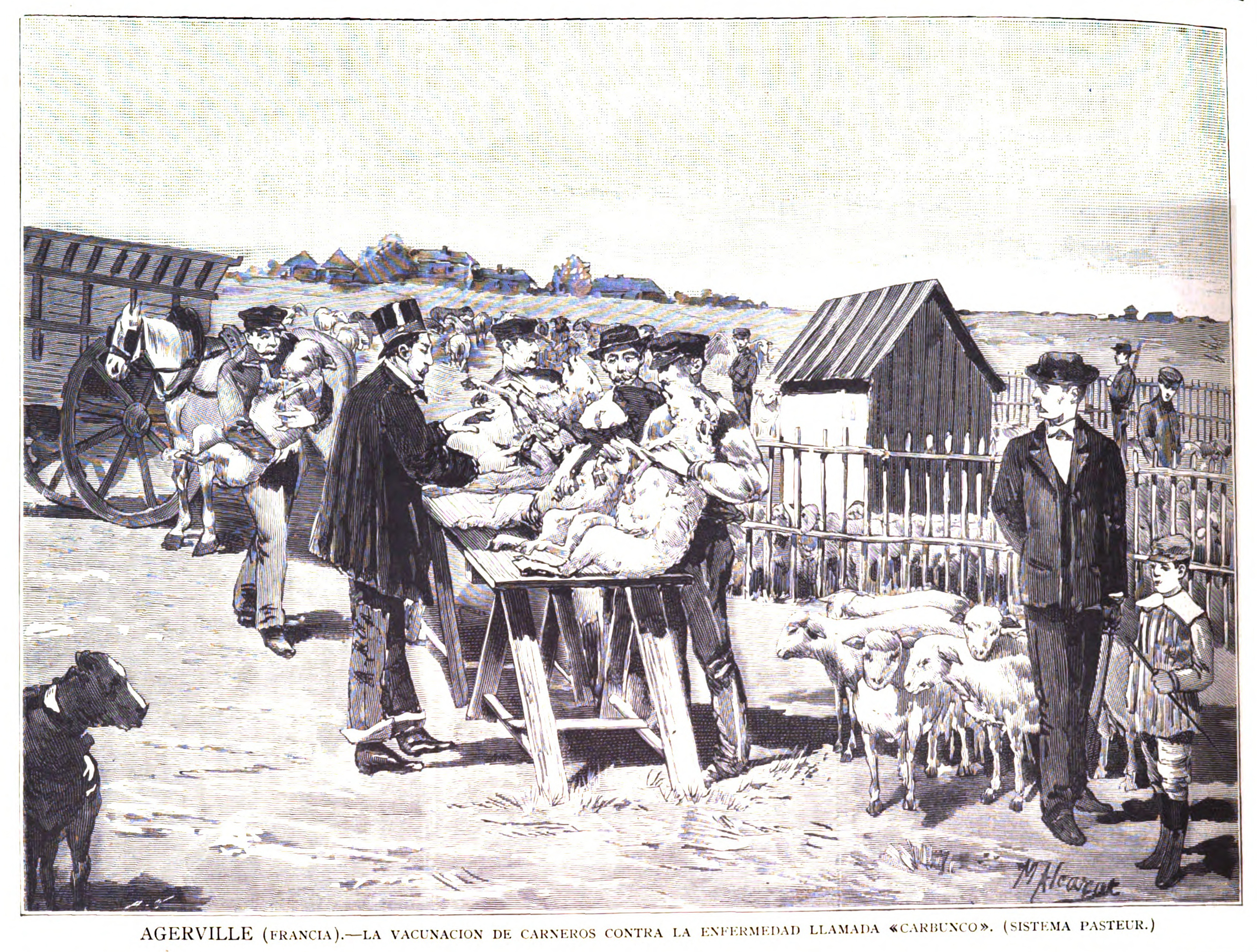
Vacunación de ganado contra el carbunco en Francia siguiendo el sistema Pasteur

Pasteur puso este descubrimiento en práctica casi inmediatamente en el caso de otras enfermedades causadas por agentes bacterianos. En 1881, hizo una demostración dramática de la eficacia de su vacuna contra el carbunco, inoculando la mitad de un rebaño de ovejas mientras inyectaba la enfermedad (Bacillus anthracis) a la otra mitad. Las inoculadas con la vacuna sobrevivieron, el resto, murió.
En sus estudios contra la rabia, utilizaba conejos infectados con la enfermedad, y cuando estos morían secaba su tejido nervioso para debilitar el agente patógeno que la produce, que hoy sabemos que es un virus. En 1885 un niño, Joseph Meister, fue mordido por un perro rabioso cuando la vacuna de Pasteur solo se había probado con unos cuantos perros. El niño iba a morir sin ninguna duda cuando desarrollase la enfermedad, pero Pasteur no era médico, de modo que si lo trataba con una vacuna sin probar suficientemente podía acarrear un problema legal. Sin embargo, tras consultar con sus colegas, el químico se decidió a inocular la vacuna al muchacho. El tratamiento tuvo un éxito absoluto, el niño se recuperó de las heridas y nunca desarrolló la rabia, Pasteur nuevamente fue alabado como héroe.

## Algunas publicaciones
Pasteur Vallery-Radot (eds.) Œuvres de Pasteur. Masson, París
- Dissymétrie moléculaire[12]
- Fermentations et générations dites spontanées [13]
- Études sur le vinaigre et sur le vin[14]
- Études sur la maladie des vers à soie.[15]
- Etudes sur la bière [16]
- Maladies virulentes, virus-vaccins et prophylaxie de la rage[17]
- Mélanges scientifiques et littéraires[18]

Pasteur Vallery-Radot (eds.) Correspondance de Pasteur. Flammarion, París
- Vol. 1: Lettres de jeunesse. L’Étape de la cristallographie 1840–1857. 1946
- Vol. 2: La seconde étape. Fermentations, générations spontanées, maladies des vins, des vers à soie, de la bière 1857–1877. 1951
- Vol. 3: L’Étape des maladies virulentes. Virus-vaccins du choléra des poules, du charbon, du rouget, de la rage 1877–1884. 1951
- Vaccination de l’homme contre la rage.[19]

### Cuadernos de laboratorio
En respuesta a experiencias desagradables para Pasteur, le rogó a su familia, en 1878, nunca mostrar sus cuadernos de laboratorio a nadie. Después de la muerte del fisiólogo Claude Bernard, tenía uno publicado con notas de estudiantes, y Bernard había dudado de la teoría de la fermentación de Pasteur. Eso obligó a Pasteur a tomar públicamente una posición contra las posiciones de Bernard. Con el fin de no provocar una situación similar a sí mismo, impuso la prohibición de la publicación de sus cuadernos de laboratorio.
En 1964, el último sobreviviente descendiente varón directo Pasteur Vallery, entregó los cuadernos de laboratorio a la Biblioteca Nacional de Francia. Y quedaron disponibles con la muerte de Pasteur Vallery-Radot, en 1971, y prácticamente utilizables solo con el catálogo 1985. En general, son 144 cuadernos, 42 de ellos recortes de periódicos, apuntes de clase, etc. Los 102 cuadernos restantes, son notas de laboratorio reales, y 40 documentos de investigación anual.

## Honores

### Películas
- The Story of Louis Pasteur. Director: William Dieterle. 1936. Obtuvo el Oscar a Paul Muni en el rol de Pasteur.

### Eponimia
Astronomía:
- El cráter lunar Pasteur lleva este nombre en su memoria.
- En 1973, la Unión Astronómica Internacional acordó homenajear su persona poniendo su apellido al cráter Pasteur del planeta Marte.
- El asteroide (4804) Pasteur también conmemora su nombre.

Toponimia:

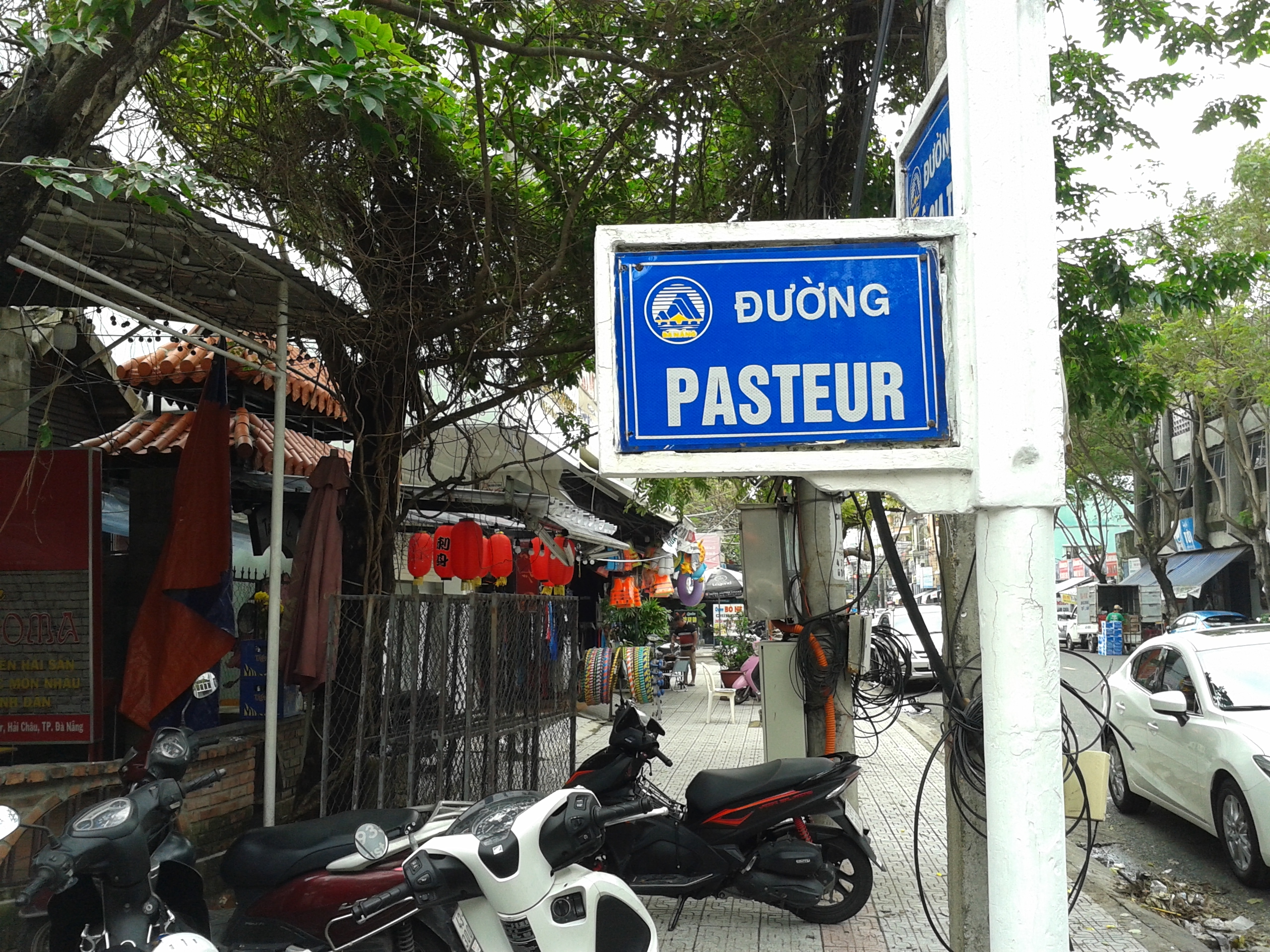
Calle Pasteur (Đường Pasteur) en Đà Nẵng, Vietnam.

- Existen 2020 calles «Pasteur» en Francia, siendo uno de los más propuestos como nombre de calle. Durante los movimientos de descolonización, que supusieron el cambio de nombres de origen francés de muchas calles, las de Pasteur a menudo conservaron muchas veces su denominación.
- El Instituto de Zoonosis Luis Pasteur, en Buenos Aires, Argentina.

Microbiología:
Orden Pasteurellales Trevisan 1887
Familia Pasteurellaceae Castellani & Chalmers 1919
Género Pasteurella Trevisan 1887
Especies botánicas:
- (Euphorbiaceae) Euphorbia × pasteurii T.Walker
- (Rhamnaceae) Rhamnus pasteurii H.Lév.
- (Rutaceae) Euodia pasteuriana A.Chev. ex Guillaumin

- La abreviatura «Pasteur» se emplea para indicar a Louis Pasteur como autoridad en la descripción y clasificación científica de los vegetales.[29]

### En francés
- René Vallery-Radot. M. Pasteur. Histoire d’un savant par un ignorant. J. Hetzel, París, 1883; (traducción al inglés en 1885).[30]
- Émile Duclaux: Pasteur. Histoire d’un esprit;[31] (traducido al inglés 1920, reeditado en 1973).[32]
- René Vallery-Radot: La vie de Pasteur. 2 vols. París, Flammarion 1900; (traducción al inglés en 1902, reeditado en 1975; traducción al alemán en 1948).[33]
- Émile Roux. L’Œuvre médicale de Pasteur. En: Centième anniversaire de la naissance de Pasteur. 27 de diciembre de 1922. Hachette, París, 1922.
- Le laboratoire de Monsíeur Pasteur. En: Centième anniversaire de la naissance de Pasteur. 27 de diciembre de 1922. Hachette, París, 1922.
- Iliá Méchnikov. Trois fondateurs de la médecine moderne: Pasteur, Lister, Koch. Alcan, París, 1933; (al inglés en 1939, reeditado en 1971).
- Adrien Loir. A l’ombre de Pasteur. Souvenirs personnels. Le Mouvement Sanitaire, París, 1938.[34]
- Patrice Debré: Louis Pasteur. Flammarion, París, 1994; (al inglés en 1998).
- Françoise Balibar (ed.) Pasteur. Cahiers d’un savant. CNRS, París, 1995.
- Pierre-Yves Laurioz. Louis Pasteur. La réalité après la légende. Éditions de Paris, París, 2003.
- Antonio Cadeddu. Les vérités de la science. Pratique, récit, histoire: le cas Pasteur. Leo S. Olschki, Florencia 2005.[35]

(Autor italiano) Dal mito alla storia. Biologia e medicina in Pasteur. Franco Angeli, Mailand 1991).

### En inglés
- Gerald L. Geison: The Private Science of Louis Pasteur. Princeton University Press, Princeton, 1995.
- René Dubos. Louis Pasteur. Free Lance of Science. Little, Brown and Company, Boston 1950; (traducción francesa en 1955, reeditado en 1976).
- René J. Dubos. Pasteur and modern science. Doubleday, Garden City (Nueva York) 1960; (reeditado en 1988; traducción al alemán en 1960).
- Gerald L. Geison. Louis Pasteur. En: Charles Coulston Gillispie (ed.) Dictionary of Scientific Biography 10, Charles Scribner’s Sons, Nueva York 1981, pp. 350-416.
- Bruno Latour. The Pasteurization of France. Cambridge, 1988; (traducción francesa en 1994).
- Controversia con Antoine Béchamp. Keith L. Manchester: Antoine Béchamp: père de la biologie. Oui ou non? En: Endeavour 25 (2): 68-73 2001.
- Sobre las vacunas de Pasteur. Hervé Bazin. L’Histoire des vaccinations.[36]
- Sobre el origen de la vacunación contra el cólera aviar. Antonio Caddedu. Pasteur et le choléra des poules. Révision critique d’un récit historique. En: History and philosophy of the life sci. 7 (1): 87-104. 1985.
- Sobre la teoría de los gérmenes. K. Codell Carter. The development of Pasteur’s concept of disease causation and the emergence of specific causes in Nineteenth-Century medicine. En: Bull. of the History of Medicine 65 (4): 528-548. 1991.
- Controversia con Robert Koch. K. Codell Carter. The Koch-Pasteur Dispute On Establishing the Cause of Anthrax. En: Bull. of the History of Medicine 62 (1): 42-57. 1988.
- Sobre el origen del carbunco - vacunación. Antonio Caddedu: Pasteur et le vaccination contre le charbon. Une analyse historique et critique. En: History and philosophy of the life sci. 9 (2): 255-276. 1987.
- Surgimiento de una industria de las vacunas de la vacunación contra el carbunco. Maurice Cassier. Producing, Controlling, and Stabilizing Pasteur’s Anthrax Vaccine. Creating a New Industry and a Health Market.[37]
- Sobre el efecto Pasteur. Efraim Racker. History of the Pasteur effect and its pathobiology.[38]
- Controversia con Félix-Archimède Pouchet. Nils Roll-Hansen. Experimental Method and Spontaneous Generation. The Controversy between Pasteur and Pouchet, 1859-64.[39]